# 23744 Ootsubo
23744 Ootsubo este un asteroid din centura principală de asteroizi.

## Descriere
23744 Ootsubo este un asteroid din centura principală de asteroizi. A fost descoperit pe 22 mai 1998 la Stația Anderson Mesa în cadrul programului LONEOS. Asteroidul prezintă o orbită caracterizată de o semiaxă mare de 2,26 ua, o excentricitate de 0,19 și o înclinație de 3,0° în raport cu ecliptica.